# Innehåll
Innehåll är inom informationsteknik och kommunikationsvetenskap den information som ska levereras till konsumenten genom ett medium. Det kan till exempel vara nyheter, film, musik eller spel.
Metadata är inte innehåll.